# اوپیتنویه خوزیایستوو
اوپیتنویه خوزیایستوو (انگلیسی: Opytnoye Khozyaystvo) یک شهرک در شهرستان اوفیمسکی استان باشقیرستان کشور روسیه است.